# Ocean Park (Uruguay)
Pour les articles homonymes, voir Ocean Park.
Ocean Park est une ville et une station balnéaire de l'Uruguay située dans le département de Maldonado. Sa population est de 63 habitants.

## Population
| Année | Population |
| ----- | ---------- |
| 1963  | 10         |
| 1975  | 4          |
| 1985  | 16         |
| 1996  | 35         |
| 2004  | 63         |

,